# Curimata macrops
Curimata macrops är en fiskart som först beskrevs av Eigenmann och Eigenmann, 1889.  Curimata macrops ingår i släktet Curimata och familjen Curimatidae. Inga underarter finns listade i Catalogue of Life.